# FGF21
FGF21 es una proteína presente en los mamíferos que está codificada por el gen FGF21 localizado en el cromosoma 19 humano. Recibe su nombre por las iniciales de su denominación en inglés (Fibroblast growth factor 21) o factor de crecimiento fibroblástico 21.

## Función
El factor de crecimiento fibroblástico 21 fue identificado en el año 2000. En la especie humana es un polipéptido formado por 181 aminoácidos. Se secreta sobre todo por el hígado, en menor cantidad por otros órganos como el páncreas, el músculo esquelético y el tejido adiposo. Desempeña diversas funciones, estimula la captación de glucosa por los adipocitos, pero no por otros tipos de células, favoreciendo la disminución de los niveles de glucosa en sangre (glucemia). Otra acción importante es inhibir la lipolisis en el adipocito.

## Significación clínica
Los niveles de FGF21 están incrementados significativamente en los pacientes afectos de diabetes mellitus tipo 2. Esta proteína contrarresta los efectos de la diabetes y su gen se puede usar en terapia génica para tratar la enfermedad, pues disminuye la resistencia a la insulina, disminuye el tamaño de los adpocitos… (FGF21 gene therapy as treatment for obesity and
insulin resistance, 2018) .